# Andries Cornelis Willem Munter
Andries Cornelis Willem Munter, heer van Sleeburg, Doorn en Den Bosch (Amsterdam, 4 januari 1775 - aldaar, 27 maart 1861) was een Nederlands politicus.

## Familie
Munter, lid van de familie Munter, was een zoon van Willem Munter (1743-1776), onder andere schepen en postmeester, en Wendela Eleonora ten Hove (1750-1814), vrijvrouwe van Sleeburg, Doorn en Den Bosch. Zijn derde voornaam Willem, werd 23 mei 1782 onder approbatie van de burgemeesters van Amsterdam toegevoegd. Hij trouwde in 1798 met jkvr. Johanna Maria Warin (1778-1874), lid van de familie Warin en dochter van Nicolaes Warin. Het gezin woonde aan de Herengracht in Amsterdam.
Munter erfde van zijn moeder onder andere Huis Doorn. Hij werd bij Koninklijk Besluit van 16 september 1815 verheven in de Nederlandse adel met het predicaat jonkheer; met hem stierf het geslacht in 1861 uit.

## Loopbaan
Munter was kolonel-commandant der schutterij van Amsterdam. Hij was gemeenteraadslid in Amsterdam (1814-1831) en werd, net als zijn schoonvader, door het Zuiderzeedepartement afgevaardigd naar de Vergadering van Notabelen op 29 en 30 maart 1814.
Hij werd benoemd tot ridder in de Orde van de Nederlandse Leeuw. Munter overleed op 86-jarige leeftijd.
- Biografisch Portaal: 33611353
- Parlement.com: vg09llvr2lyj